# Корсунці
Корсунці́ — село Красносільської сільської громади в Одеському районі Одеської області, Україна. Площа села Корсунці складає — 216,59 га, кількість населення становить 2107 осіб, відстань до центру громади — 3,6 км, до районного центру — 50 м.
Завдяки поширеної тут торгівлі наркотиками село дістало в народі назву Палермо.

## Історія
Село виникло у 1830 році як поселення Корсунці, що відносилося до Гільдендорфської волості Одеського повіту. Тут добували харчову сіль шляхом випарювання лиманської води. Місцева сіль була високого ґатунку, і торгівля нею було основним джерелом існування мешканців.
Під час організованого радянською владою Голодомору 1932—1933 років помер щонайменше 1 житель села.
До 1958 року село Корсунці, відносилися до Крижанівської, згодом Фонтанської сільської ради, а з 26.09.1958 року — до Красносільської сільської ради. Обидві сільради на той час відносилися до Одеського району, який наприкінці 1962 року було ліквідовано і землі сільради відійшли до Комінтернівського району. 12 вересня 1967 року до Корсунців було приєднано прилеглі села Шевченкове Перше та Шевченкове Друге.

## Населення
Згідно з переписом УРСР 1989 року чисельність наявного населення села становила 1714 осіб, з яких 804 чоловіки та 910 жінок.
За переписом населення України 2001 року в селі мешкали 1773 особи.

### Мова
Розподіл населення за рідною мовою за даними перепису 2001 року:
| Мова       | Відсоток |
| ---------- | -------- |
| українська | 80,60 %  |
| російська  | 14,72 %  |
| циганська  | 2,93 %   |
| молдовська | 0,62 %   |
| білоруська | 0,39 %   |
| болгарська | 0,28 %   |
| гагаузька  | 0,28 %   |
| вірменська | 0,11 %   |